# I Never Loved You Anyway
I Never Loved You Anyway è un singolo del gruppo musicale irlandese The Corrs, pubblicato il 22 dicembre 1997 come secondo estratto dal secondo album in studio Talk on Corners.

## Tracce
1. I Never Loved You Anyway (edit) – 3:53
2. What I Know – 3:48
3. I Never Loved You Anyway (acoustic) – 3:20

## Video musicale
Il videoclip, diretto da Dani Jacobs, è stato girato a Dublino.